# Jelenia Kopka
Jelenia Kopka (ok. 1490 m) – kopka w północno-zachodniej grani Hawrania w słowackich Tatrach Bielskich. Grań ta oddziela Dolinę Czarnego Potoku od Doliny Hawraniej. Jelenia Kopka znajduje się pomiędzy Czarnym Siodłem (ok. 1355 m) na północy, a Jelenim Siodłem (ok. 1480 m) na południu. Nazwy te utworzył Władysław Cywiński w 4 tomie przewodnika Tatry.
Obydwa zbocza Jeleniej Kopki porasta las, natomiast na wierzchołku znajduje się trawiasta płaśń będąca dobrym punktem widokowym, zwłaszcza na wschodnie urwiska Kominów Zdziarskich. Z wszystkich stron można na Jelenią Kopkę wyjść bez trudności, a najłatwiej z Doliny Czarnego Potoku, lub z Jeleniego Siodła. Jest to jednak zamknięty dla turystów i taterników obszar ochrony ścisłej Tatrzańskiego Parku Narodowego.